# Espoir Football Club (Niger)
Pour les articles homonymes, voir Espoir Football Club.
L'Espoir Football Club est un club nigerien de football basé à Zinder, au sud du pays.

## Historique
Fondé à Zinder, la formation joue ses rencontres au Stade de Zinder. Elle compte trois titres nationaux à son palmarès (un championnat et deux Coupes du Niger) remportés en deux saisons. En 1984, le club réussit le doublé: Coupe et championnat et conserve la Coupe du Niger la saison suivante. En plus des deux finales victorieuses en Coupe, l'Espoir en a également perdu cinq autres.
Au niveau international, les titres nationaux remportés permettent au club de participer à la Coupe des clubs champions africains et à la Coupe des Coupes, car les clubs nigériens ne prennent part à aucune compétition continentale entre 1980 et 1989.

## Palmarès
- Championnat du Niger (1) :
  - Vainqueur : 1984

- Coupe du Niger (2) :
  - Vainqueur : 1984, 1985
  - Finaliste : 1976, 1977, 1978, 1994, 2007